# Benjamin Prætorius
Benjamin Prætorius födelse- och dödsår okända, men verksam som präst i Grosslinissa år 1650. Psalmförfattare representerad i danska Psalmebog for Kirke og Hjem.